# Cisticola ruficeps
Cisticola ruficeps е вид птица от семейство Cisticolidae.

## Разпространение
Видът е разпространен в Камерун, Централноафриканската република, Чад, Еритрея, Етиопия, Кения, Нигерия, Южен Судан, Судан и Уганда.